# Fang Fang
Fang Fang (Nanjing, 11 de maio de 1955), também conhecida pelo pseudônimo Wang Fang, é uma escritora chinesa, conhecida por suas representações literárias dos trabalhadores pobres. Ela ganhou o Prêmio Literário Lu Xun, em 2010.

## Infância e educação
Nascida em Nanjing, ela frequentou a Universidade de Wuhan, em 1978, para estudar chinês. Em 1975, ela começou a escrever poesia e, em 1982, seu primeiro romance foi publicado. Desde então, ela escreveu vários romances, alguns dos quais foram homenageados por prêmios literários chineses de nível nacional. Fang atraiu atenção internacional por seu Diário de Wuhan, documentando os estágios iniciais da pandemia de COVID-19 na China, e usou sua plataforma para pedir o fim da censura na Internet na China.

## Diário de Wuhan
Durante os bloqueios de Hubei, em 2020, Fang Fang usou a mídia social para compartilhar seu Diário de Wuhan (武汉日记), um relato diário da vida na cidade fechada de Wuhan. Além de sua própria escrita, o Diário de Wuhan utilizou entrevistas anônimas com outras pessoas na cidade. A conta chamou a atenção do público internacional. No oeste, Fang Fang foi recebida com uma reação quase unanimemente positiva. A editora de Fang Fang, HarperCollins, menciona que seu trabalho é uma demonstração de coragem para expor a injustiça social, a corrupção e os problemas sociopolíticos que impediram a resposta à pandemia.

## Crítica
Fang Fang — membro da Associação de Escritores da China e ex-presidente da Associação de Escritores de Hubei, oficialmente afiliada — era considerada uma "figura politicamente confiável". No entanto, as entradas de seu diário que foram postadas no Weibo, durante os bloqueios de Hubei em 2020, foram recebidas com duras críticas e ridicularização pelos internautas chineses. Um dos críticos de Fang Fang é Zhang Boli (um médico da Medicina Tradicional Chinesa) passou 82 dias trabalhando nas linhas de frente de Wuhan. Zhang criticou aqueles que expressaram "valores distorcidos", incluindo Fang Fang, em um discurso online que fez em 12 de maio de 2020, sobre a luta nacional para combater o vírus. Fang Fang então contatou Zhang no Weibo para um pedido de desculpas, o que gerou um debate acalorado na plataforma de mídia social. Os internautas argumentaram que Fang Fang, que residia em sua villa e postava seu diário online, não tinha tanta credibilidade em comparação com Zhang, que era um médico na linha de frente.
No Diário de Wuhan (2020), e também em outras fontes, Fang Fang insistiu continuamente que seu diário não é de forma alguma voltado contra o governo chinês. Em entrevista ao Caixin, ela ressalta que "não há tensão entre mim e o país, e meu livro só ajudará o país" e que seu "diário não é de forma alguma sobre as chamadas coisas negativas na China ou deliberadamente vendendo miséria como mal interpretada por extremistas. Eles tiram isso do contexto".
Dentro da China, Fang Fang enfrentou críticas, sendo rotulada como mentirosa e "traidora" por usuários em plataformas de mídia social como o Weibo devido às suas críticas ao governo chinês. Ela continuou escrevendo, no entanto, apesar do fato de que alguns de seus trabalhos foram bloqueados para publicação.

## Prêmios
Fang Fang estava na lista da BBC das 100 mulheres mais inspiradoras do mundo, anunciada em 23 de novembro de 2020.

## Obras traduzidas
- Diário de Wuhan: Despachos de uma cidade em quarentena, traduzido por Michael Berry, HarperCollins, 2020.[11]
- The Walls of Wuchang, traduzido por Olivia Milburn, Sinoist Books, 2022.[12]